# 六万騎山
六万騎山（ろくまんぎやま）とは、新潟県南魚沼市にある山で、標高は320.7mである。
麓集落からハイキングコースが整備され、カタクリの群落がみられる。

## 山頂
山頂には六万騎城跡がある。この名前は、六万の騎兵を収容することができると敵に思わせるためだと言われている。また、眼下に広がる六日町盆地を眺望することができる。

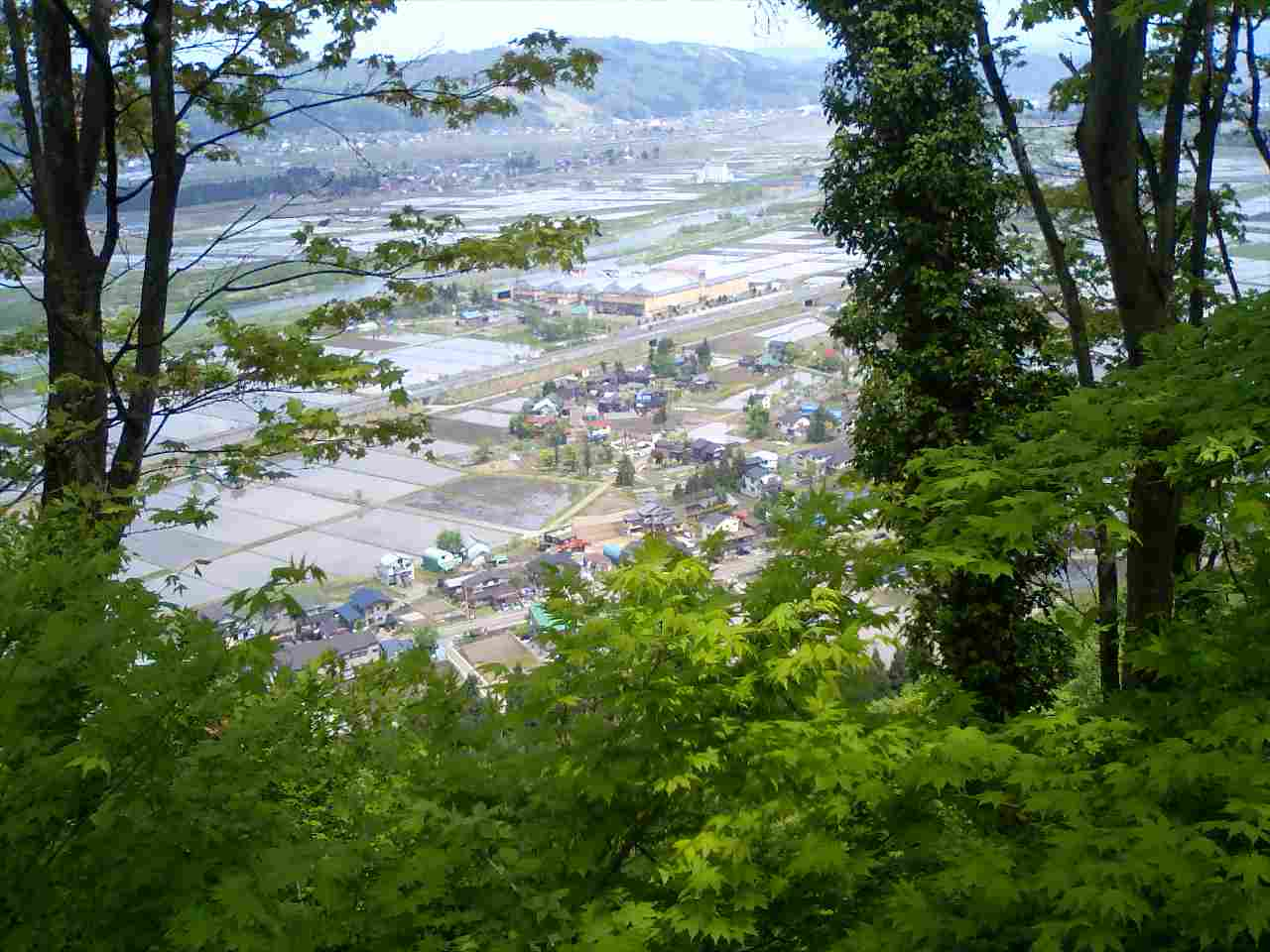
六万騎城跡より望む六日町盆地

## 交通
- 上越線六日町駅下車。南越後観光バス[1]で六日町駅前から23分で麓停留所下車、登山口まで300m（徒歩5分）

- 関越自動車道六日町ICから15分（7キロ）、大和スマートICから20分。